# Etunen
Etunen är en liten ö i mellersta delen av Päijänne i Finland. Den ligger i kommunerna Luhango och Jyväskylä och landskapet Mellersta Finland, i den södra delen av landet, 190 km norr om huvudstaden Helsingfors. Öns area är 1,2 hektar och dess största längd är 230 meter i sydöst-nordvästlig riktning.